# Варавва Григорій Петрович
Варавва Григорій Петрович (псевд. — В. Стеблик; 21 січня 1884 — 18 листопада 1937) — письменник, художник, громадський діяч. Брат Олекси Варавви. Член РУП. 

## Життєпис
Народився майбутній письменник 21 січня 1884 року на околиці м. Канева під горою Гончарихою, неподалік від Тарасової вершини. Батьки В. Стеблика тяжко працювали, були неписьменні, але для свого сина прагнули кращого життя. Григорія на восьмому році життя віддали до Канівського двокласного училища, де історію та географію викладав відомий педагог, журналіст, громадський діяч Василь Гнилосиров.
У 1902 році Г. Варавва познайомився зі студентом Київського університету В. Винниченком, під впливом якого їде до Києва і стає членом Революційної Української Партії. Змалку закоханий у малярство, вступив до Київського художнього училища, де познайомився з майбутнім відомим художником Карпом Трохименком.
У 1905 році Григорія Петровича заарештували за «протиурядові агітації» і вислали до Вологодської губернії.
Після повернення із заслання жив у Каневі, працював у повітовій земській управі.
Перші оповідання автора про тюремне життя з'явилися у 1908 році в газеті «Рада». Пізніше з братом і гуртом земських службовців почав випускати щотижневу газету «Каневская неделя», згодом — «Канівські вісті».
Життя письменника було тяжким, тому що знову почалися арешти і терзання, потім пошуки роботи, але він намагається бути у вирі всіх подій; пише книгу оповідань: «Неописаний листок» (1924), 1925 — «Воронячі дні» (до сьогодні не знайдені).
Протягом 30-х років відбувається ряд подій, які підривають моральні сили В. Стеб-лика. Уникаючи переслідувань, він їде до Харкова, працює літредактором журналу «Колективіст України». У 1933 повертається до Канева, працює бухгалтером, плановиком на лісопилці.
Але у 1937-му роправа не минула Г. П. Варраву. Його заарештували за звинуваченням в антирадянській діяльності на користь польської розвідки.
18 листопада 1937 року його було розстріляно у Черкасах.